# تجدید ساختار در سیستم قدرت

## مفهوم تجدید ساختار در صنعت برق
فرایند خصوصی سازی در صنعت برق را تجدید ساختار در صنعت برق می‌نامند، این فرایند تمام ملاحظات فنی و اقتصادی در تولید، انتقال و توزیع انرژی الکتریکی در سیستم‌های سنتی را به چالش کشیده‌است و مفاهیم جدیدی را در تولید، انتقال، توزیع و بهره‌برداری از سیستم قدرت را به وجود آورده‌است.

تجدید ساختار سیستم‌های قدرت در برگیرنده مباحث همچون مدل‌های مختلف تجدید ساختار و مقایسه آن‌ها با یکدیگر، معرفی انواع بازارها و قراردادهای دوطرفه و قیمت‌گذاری آن‌ها شامل رزرو چرخان، توان راکتیو (کنترل ولتاژ)، کنترل تولید و کنترل فرکانس و بررسی پرشدگی در خطوط انتقال و تأثیر آن بر قیمت برق در بازار ارائه می‌گردد.

## آشنایی با روند تجدید ساختار در صنعت برق
در گذشته سیستم‌های قدرت در مالکیت دولت بود، به این صورت که تولید، انتقال و توزیع این انرژی در یک منطقه توسط یک واحد انجام می‌شد و مصرف کنندگان کوچک و بزرگ، انرژی مورد نیازشان را از دولت خریداری می‌کردند، در واقع دولت‌ها با احداث نیروگاه‌های کوچک و بزرگ در نقاط مختلف کشور و احداث خطوط انتقال و توزیع، انرژی تولیدی را به مصرف کننده‌ها می‌رساندند. در دهه‌های اخیر با گسترش علوم و مطرح شدن موضوعاتی همچون خصوصی سازی و افزایش بهره وری، دولت‌ها به فکر کاهش تصدی‌گری خود در امور کلان اقتصادی و افزایش سهم بخش خصوصی در اجرای این امور افتادند، که در این راستا صنعت برق هم مانند دیگر صنایع زیر بنایی کشور شامل تغییراتی در رویکردهای اقتصادی و ملاحظات فنی گردید.

## انگیزه‌های تجدید ساختار صنعت برق
صنعت برق در حال تغییر و تحول و حرکت به سمتی است که با اجازه دادن به تولید کننده‌ها برای رقابت و ایجاد شرایط بازار سعی در کاهش هزینه‌های تولید و توزیع برق، حذف ناکارآمدی‌های معین، جدا شدن وظایف و افزایش انتخاب مشتری داشته‌است این تحول به سوی بازار رقابتی برق معمولاً مقررات زدایی یا تجدید ساختار نامیده می‌شود و از جمله مزایای آن می‌توان به موارد زیر اشاره کرد:
- فراهم آوردن حق انتخاب برای مصرف کنندگان
- فراهم آوردن بستری مناسب در جهت ارائه خدمات بهتر
- رقابتی نمودن عرضه کالای برق در سطوح مختلف و به تبع آن تعیین قیمت مناسب برای مصرف کننده.
- جذب سرمایه‌های موجود در بخش خصوصی و هدایت آن در جهت انتفاع جمعی و عدم نیاز به سرمایه‌گذاری کلان دولتی.
- افزایش کیفیت کالای ارائه شده با توجه به رقابت موجود و ....